# Biografielijst Cr

## Cra
- Roland Crabbe (1943-2016), Belgisch politicus en burgemeester
- James Cracknell (1972), Brits roeier
- François Craenhals (1926-2004), Belgisch striptekenaar
- Joseph Craeybeckx (1886-1966), Belgisch politicus
- Lode Craeybeckx (1897-1976), Belgisch politicus en Vlaams activist
- Germaine Craeybeckx-Orij (1919-1985), Belgisch politica
- Simon Crafar (1969), Nieuw-Zeelands motorcoureur
- Alistair Cragg (1980), Zuid-Afrikaans/Iers atleet
- Daniel Craig (1968), Brits acteur
- Ralph Craig (1889-1972), Amerikaans atleet
- Yvonne Craig (1937-2015), Amerikaans balletdanseres en actrice
- Jeanne Elizabeth Crain (1925-2003), Amerikaans actrice
- Kailani Craine (1998), Australisch kunstschaatsster
- Donald Cram (1919-2001), Amerikaans scheikundige en Nobelprijswinnaar
- Ernst Cramer (1960), Nederlands politicus
- Jacqueline Cramer (1951), Nederlands bioloog en politica
- Pieter Cramer (1721-1776), Nederlands koopman en entomoloog
- Jules Cran (1876-1926), Belgisch kunstenaar
- Doug Crane (1935-2020), Amerikaans animator, striptekenaar en docent
- Lorcan Cranitch (1959), Iers acteur
- Crato van Nassau-Saarbrücken (1621-1642), graaf van Nassau-Saarbrücken (1640-1642)
- Louis Crauwels (1860-1934), Belgisch bankier en bestuurder
- Matt Craven (1956), Canadees acteur
- Wes Craven (1939-2015), Amerikaans filmregisseur
- Broderick Crawford (1911-1986), Amerikaans acteur
- Candace Crawford (1994), Canadees alpineskiester
- Cynthia (Cindy) Crawford (1966), Amerikaans fotomodel
- Cynthia (Cindy) Crawford (1980), Amerikaans pornoactrice
- Clayne Crawford (1978), Amerikaans acteur, filmregisseur en filmproducent
- Ellen Crawford (1951), Amerikaans actrice
- Ginnie Crawford (1983), Amerikaans atlete
- Holly Crawford (1984), Australisch snowboardster
- Jak Crawford (2005), Amerikaans autocoureur
- Joan Crawford (1905-1977), Amerikaans actrice
- Johnny Crawford (1946-2021), Amerikaans acteur en zanger
- Noah Crawford (1994), Amerikaans acteur en zanger
- Shannon Crawford (1963), Canadees roeister
- Shawn Crawford (1978), Amerikaans atleet
- Thomas Crawford (1813-1858), Amerikaans beeldhouwer
- Yunaika Crawford (1982), Cubaans atlete
- Pat Crawford Brown (1929), Amerikaans actrice
- David Crawshay (1979), Australisch roeier

## Cre

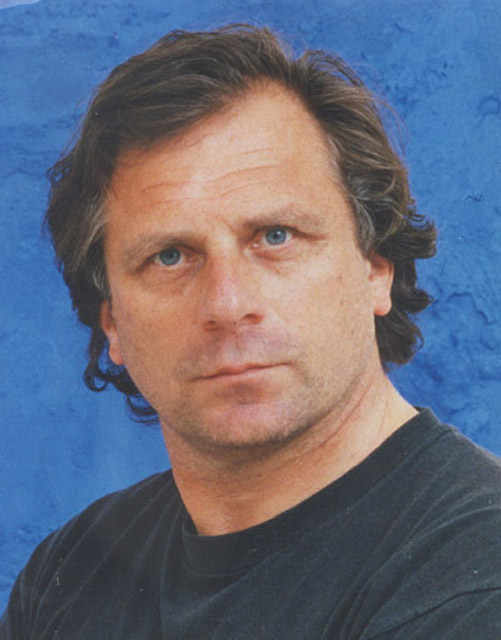
Jan Cremer

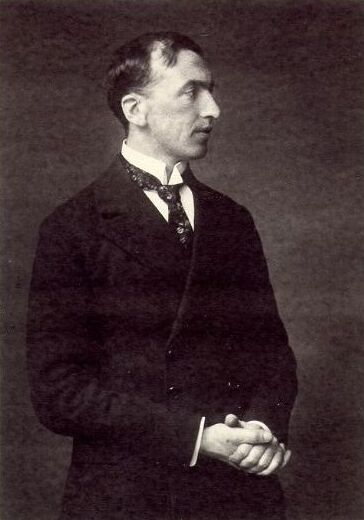
Hans Gerhard Creutzfeldt

- Lorenzo di Credi (1459-1537), Italiaans kunstschilder
- Robert Cregan (1988), Iers autocoureur
- Dick Creith (1938), Noord-Iers motorcoureur
- Guido van Crema, bekend als Paschalis III, (+1168), tegenpaus (1164-1168)
- Jan Cremer (1940-2024), Nederlands schrijver en beeldend kunstenaar
- Petra Cremers (1957), Nederlands kinderboekenschrijfster en journaliste
- Pius Joseph Cremers (1873-1951), Nederlands priester
- François Crépin (1830-1903), Belgisch botanicus
- Ljuban Crepulja (1992), Bosnisch-Kroatisch voetballer
- Luciano de Crescenzo (1928-2019), Italiaans schrijver, acteur en regisseur
- Rebecca Creskoff (1971), Amerikaans actrice
- Elvis Crespo (1971), Amerikaans merengue-zanger
- Hernán Crespo (1975), Argentijns voetballer
- Abraham Cresques (+1387), Joods cartograaf uit Mallorca
- Loris Cresson (1998), Belgisch motorcoureur
- McKenzy Cresswell (2006), Brits autocoureur
- Fabrizio Crestani (1987), Italiaans autocoureur
- Sergio Cresto (1956-1986), Italiaans-Amerikaans rallysportnavigator
- Antonio Creus (1924-1996), Spaans autocoureur
- Hans Gerhard Creutzfeldt (1885-1964), Duits neuropatholoog
- Noor van Crevel (1929-2019), Nederlands feminist
- Martin van Creveld (1946), Israëlisch historicus
- Hilde Crevits (1967), Belgisch politica en minister

## Cri
- Jesús Merino Criado, Spaans wielrenner
- Marco Cribari (1985), Zwitsers atleet
- Bernard Cribbins (1928-2022), Brits acteur
- Michael Crichton (1942-2008), Amerikaans (scenario)schrijver en filmproducent
- Mathieu Crickboom (1871-1947), Belgisch violist en muziekpedagoog
- Abraham Crijnssen (+1669), Nederlands commandeur
- Marco Crimi (1990), Italiaans voetballer
- Teresa Crippen (1990), Amerikaans zwemster
- John Cripps (1927-2022), Brits-Australische horticulturist
- Stafford Cripps (1889-1952), Engels politicus
- Sebastián Crismanich (1986), Argentijns taekwondoka
- Francis Criss (1901-1973), Amerikaans schilder
- Myndy Crist (1975), Amerikaans actrice
- Luis Héctor Cristaldo (1969), Boliviaans voetballer
- Michael Cristofer (1945), Amerikaans acteur, filmregisseur, scenarioschrijver, toneelregisseur en toneelschrijver
- Bartolomeo Cristofori (1655-1731), Italiaans instrumentenbouwer, uitvinder van de piano
- Roark Critchlow (1963), Canadees acteur
- Critias (+403 v.Chr.), Grieks staatsman
- Umberto Crivelli, bekend als Paus Urbanus III, (ca. 1120-1187), paus (1185-1187)

## Cro

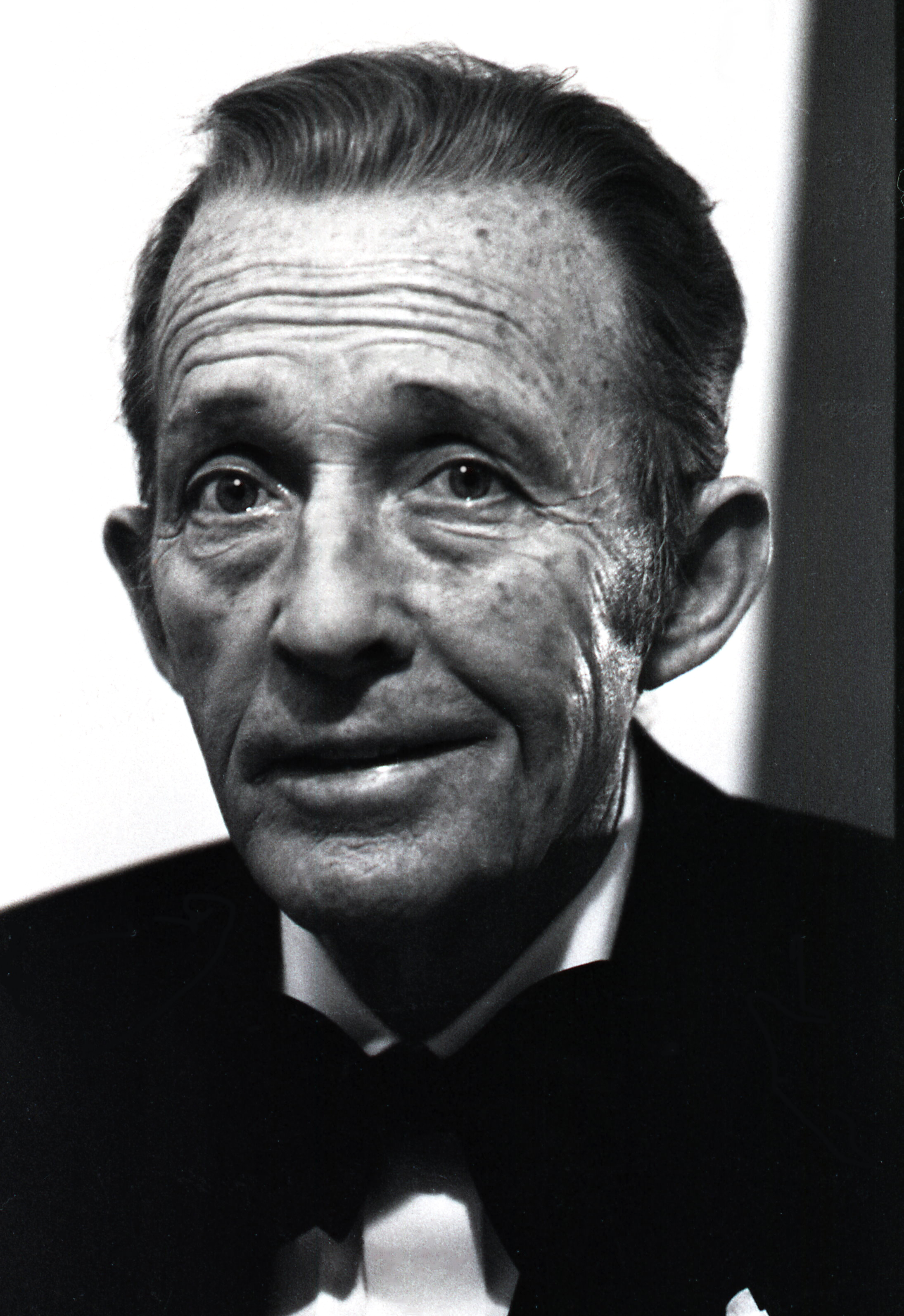
Bing Crosby

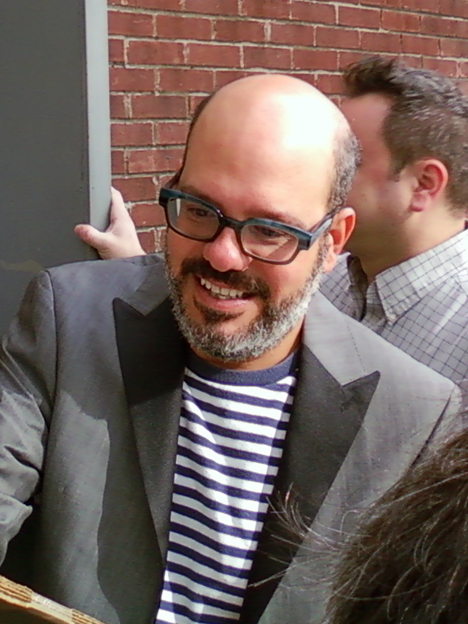
David Cross, 2011

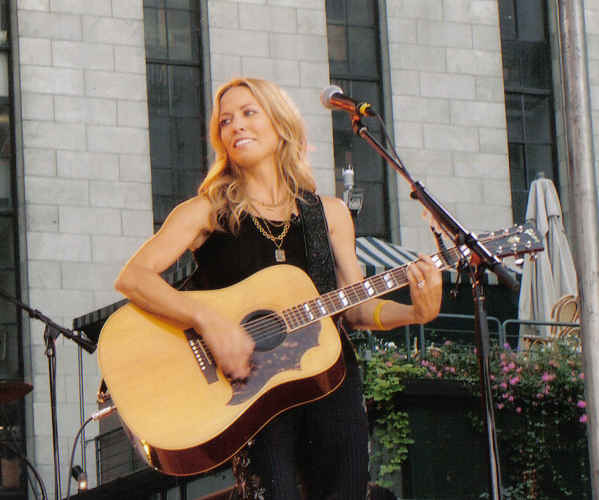
Sheryl Crow

- Benedetto Croce (1866-1952), Italiaans filosoof, historicus, literatuurcriticus en politicus
- Jim Croce (1943-1973), Amerikaans singer-songwriter
- Ryan Crocker (1949), Amerikaans diplomaat
- Louis Croenen (1994), Belgisch zwemmer
- Betico Croes (1938-1986), Arubaans politicus
- Frans Croes (1936-2011), Belgische kunstenaar, cafébaas en activist
- Frido Croes (1957-2020), Arubaans politicus
- Hendrik Croes (1942), Arubaans politicus
- Mito Croes (1946-2016), Arubaans politicus
- Paul Croes (1976), Arubaans politicus
- Rudy Croes (1946-2021), Arubaans politicus
- David Croft (1922-2011), Brits scriptschrijver, producer en televisieregisseur van onder andere 'Allo 'Allo!
- William Croft (1678-1727), Brits componist en organist
- Burrill Crohn (1884-1983), Amerikaans geneeskundige
- Rikkert La Crois (1934-2021), Nederlands voetballer
- Arnoldus Croiset (1753-1838), Nederlands officier der Genie
- Gerard Croiset (1909-1980), Nederlands paragnost en paranormaal genezer
- Hans Croiset (1935), Nederlands regisseur en toneel-, televisie-, film- en stemacteur
- Jules Croiset (1937), Nederlands acteur
- Max Croiset (1912-1993), Nederlands acteur, regisseur, toneelschrijver en voordrachtskunstenaar
- Vincent Croiset (1972), Nederlands acteur
- Maurice de la Croix, Nederlands saxofonist
- Bregje Crolla (1986), Nederlands atlete
- Pierre Crom (1967), Frans-Nederlands fotograaf
- Ignace Crombé (1956-2022), Belgisch ondernemer
- Patrick Crombé (1955-2021), Belgisch beeldhouwer
- Karla Crome (1989), Brits actrice
- Walter Crommelin (1948), Nederlands acteur en pianist
- Rookes Crompton (1845-1940), Brits elektrotechnicus
- Samuel Crompton (1753-1827), Brits uitvinder van de Mule Jenny
- James Oliver Cromwell (1940), Amerikaans acteur
- Oliver Cromwell (1599-1658), Brits staatsman
- Cornelius Carolus Stephan Crone (1914-1951), Nederlands schrijver
- Courtney Crone (2001), Amerikaans autocoureur
- Eveline Crone (1975), Nederlands ontwikkelingspsychologie
- Patrick Cronie (1989), Nederlands atleet
- James Watson Cronin (1931-2016), Amerikaans kernfysicus en Nobelprijswinnaar
- Michael Cronin (1942), Brits acteur en auteur
- Gavin Cronje (1979), Zuid-Afrikaans autocoureur
- Hansie Cronjé (1969-2002), Zuid-Afrikaans cricketer
- Walter Cronkite (1916-2009), Amerikaans televisiepersoonlijkheid
- Caroline Croo (1963), Belgisch politica
- William Crookes (1832-1919), Brits natuur- en scheikundige
- Bernardus Croon (1886-1960), Nederlands roeier
- Andrea Croonenberghs (1964), Belgisch actrice, omroepster en zangeres
- Arthur Croquison (1845-1877), Belgisch architect
- Pierre Nicolas Croquison (1806-1887), Belgisch architect
- Andrew Crosby (1965), Canadees roeier
- Bing Crosby (1903-1977), Amerikaans zanger en acteur
- David Crosby (1941-2023), Amerikaans gitarist en singer-songwriter
- Mary Crosby (1959), Amerikaans actrice
- Aaron Cross (1975), Amerikaans boogschutter
- Ben Cross (1947-2020), Brits acteur
- Chris Cross (1952-2024), Brits muzikant
- Christopher Cross (1951), Amerikaans zanger
- David Cross (1964), Amerikaans acteur, filmregisseur, filmproducent, scenarioschrijver en stand-upcomedian
- David Cross (1949), Brits musicus
- Martin Cross (1957), Brits roeier
- Brock Crouch (1999), Amerikaans snowboarder
- Ryan Crouser (1992), Amerikaans atleet
- Lambert (Bertie) Croux (1927-2020), Belgisch politicus
- Ashley Crow (1960), Amerikaans actrice
- Joe Medicine Crow (1913-2016), Amerikaans historicus en schrijver
- Kim Crow (1985), Australisch roeister
- Sheryl Crow (1962), Amerikaans zangeres
- Russell Crowe (1964), Australisch acteur
- Jürgen Croy (1946), Oost-Duits voetballer
- Karel van Croÿ (ca. 1506-1564), Bisschop van Doornik

## Cru

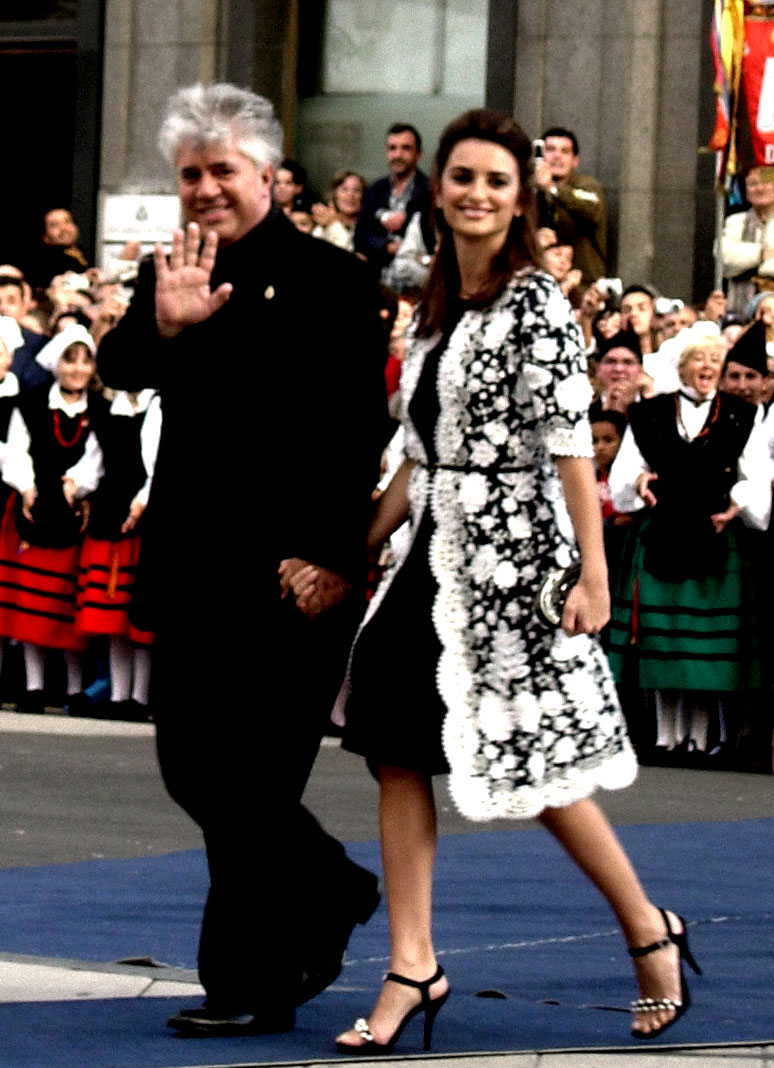
Penélope Cruz (rechts)

- Koen Crucke (1952), Vlaams acteur en zanger
- Siegfried Cruden (1959), Surinaams atleet
- Jim Cruickshank (1941-2010), Schots voetbaldoelman
- Johan Cruijff (1947-2016), Nederlands voetballer en voetbalcoach
- Jordi Cruijff (1974), Nederlands voetballer
- William Cruikshank (1745-1800), Schots chemicus, anatoom en schrijver
- Tom Cruise (1962), Amerikaans acteur
- Rebecca Lee Crumpler (1831-1895), Amerikaans arts, verpleegkundige en auteur
- Nicolaus Cruquius (1678-1754), Nederlands waterbouwkundige
- Bernhard Henrik Crusell (1775-1838), Fins componist
- Jerry Crutchfield (1934-2022), Amerikaans musicus, songwriter, producer, muziekuitgever en labelmanager
- Paul Crutzen (1933-2021), Nederlands meteoroloog en Nobelprijswinnaar
- Arlindo Domingos da Cruz Filho (1958-2025), Braziliaans muzikant en componist
- Celia Cruz (1924-2003), Cubaans-Amerikaans zangeres
- Daniel Cruz (1981), Colombiaans voetballer
- Engracia Cruz-Reyes (1892-1975), Filipijns chef-kok en restauranthouder
- Felipe Cruz (1919-2013), Filipijns ondernemer
- Gil da Cruz Trindade, Oost-Timorees atleet
- Isagani Cruz (1924-2013), Filipijns rechter
- Joaquim Cruz (1963), Braziliaans atleet
- Julio Ricardo Cruz (1974), Argentijns voetballer
- Nicky Cruz (1938), Amerikaans evangelist en schrijver
- Oceano Andrade da Cruz (1962), Portugees voetballer
- Oscar Cruz (1934-2020), Filipijns rooms-katholieke aartsbisschop
- Oswaldo Cruz (1872-1917), Braziliaans bacterioloog en epidemioloog
- Penelope Cruz (1974), Spaans actrice
- Ulises de la Cruz (1974), Ecuadoraans voetballer
- Willy Cruz (1947-2017), Filipijns songwriter

## Crv
- David Crv (1977), Belgisch voetballer

## Cry
- David Cryer (1936), Amerikaans acteur
- Suzanne Cryer (1967), Amerikaans actrice
- Jennifer Crystal (1973), Amerikaans actrice